# Matt Proman
Pour l’article homonyme, voir PROMAN.
 (octobre 2021).
Matt Proman, né le 29 mai 1975, est un homme d'affaires américain. Il est le fondateur et l'ancien PDG de la National Association of Professional Women (en) (NAPW), l'un des plus grands réseaux d'affaires pour les femmes professionnelles aux États-Unis,.

## Biographie
Proman est le PDG du site immobilier Bid My Listing. Matt est également un philanthrope affilié au Jack Martin Fund, qui contribue aux avancées médicales dans divers domaines, en soutenant les travaux de l'hôpital Mount Sinai,. Il soutient également la Nassau County SPCA (SPCA du comté de Nassau (New York)), une organisation dédiée au sauvetage, aux soins et au placement des animaux en détresse,.